# Shanyn Leigh
Shanyn Leigh (dont l'état civil n'est pas connu) est une actrice américaine. Elle apparaît aussi sous le nom de Shanyn Belle Leigh dans un de ses films.

## Biographie
Shanyn Leigh est la compagne du réalisateur américain Abel Ferrara qui l'a fait tourner dans plusieurs de ses films. Elle interprète en 2007 une danseuse dans Go Go Tales, mais c'est avec 4 h 44 Dernier jour sur Terre (4:44 - Last Day on Earth) que Ferrara lui donne son premier grand rôle, reconnu notamment par la presse française,.

## Filmographie
- 2005 : Mary, d'Abel Ferrara
- 2007 : Go Go Tales, d'Abel Ferrara
- 2008 : Chelsea Hotel (Chelsea on the Rocks), d'Abel Ferrara
- 2009 : Public Enemies, de Michael Mann
- 2009 : Napoli, Napoli, Napoli, d'Abel Ferrara
- 2010 : Abel Ferrara à Lucca, Carnets filmés de Gérard Courant
- 2011 : 4 h 44 Dernier jour sur Terre (4:44 Last Day on Earth) d'Abel Ferrara
- 2014 : Welcome to New York d'Abel Ferrara